# Jean-Baptiste Bessières

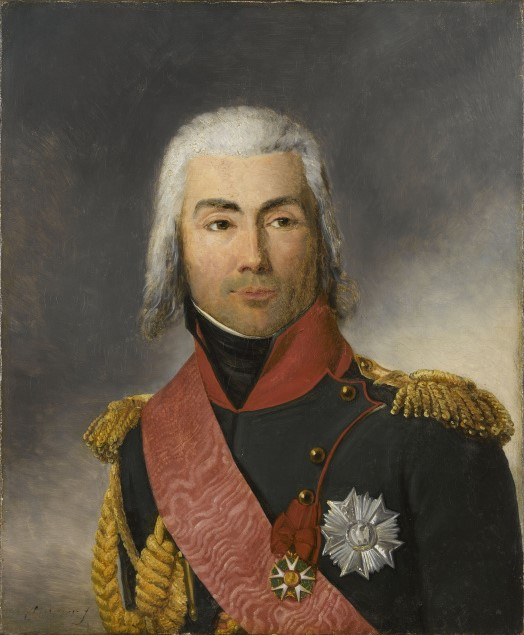
Jean-Baptiste Bessières

Jean-Baptiste Bessières, als duc de l'Empire 1e hertog van Istria (Prayssac, 6 augustus 1768 - Weißenfels, 1 mei 1813) was een Franse generaal en maarschalk van Frankrijk. Hij vocht grotendeels onder keizer Napoleon.

## Militaire carrière
Bessières werd geboren in de buurt van Cahors in Zuid-Frankrijk. Hij diende korte tijd in de Constitutionle Garde van Lodewijk XVI en nam als niet-dienstdoende officier deel aan de oorlog tegen Spanje. Hij onderscheidde zich meerdere keren in zowel het Leger van de oostelijke Pyreneeën en het Leger van de Moezel. In 1796 diende hij als kapitein in Napoleons campagne in Italië. Bij Rovereto maakte Bessières Napoleon opmerkzaam van zijn militaire kwaliteiten en na de Slag bij Rivoli werd hij naar Frankrijk gestuurd om de veroverde vaandels aan het Directoire aan te bieden. Nadat Bessières terug was gekomen bij het front commandeerde hij de Guides bij de invasie van Styrië, de voorlopers van de Keizerlijke Garde. Als brigadegeneraal diende hij ook in de Egyptische campagne van Napoleon en onderscheidde zich vooral in de slagen van Acre en Aboukir.

### Onder Napoleon
Bij de terugkomst naar Europa met Napoleon was Bessières aanwezig bij de Slag bij Marengo in 1800 en tweede bevelhebber van de Consulaire Garde. Hij werd in 1802 gepromoveerd tot divisiegeneraal en in 1804 benoemd tot Maarschalk van Frankrijk. In de meeste campagnes van het Grande Armée was hij kolonel-generaal van de cavalerie van de Keizerlijke Garde. In 1805 kreeg Bessières voor zijn verdiensten de Grote Adelaar in het Franse Legioen van Eer. Ook kreeg hij in 1809 de titel hertog van Istria.
Bij het uitbreken van de oorlog in Spanje kreeg Bessières voor het eerst een eigen leger onder zijn hoede. Hij schond het vertrouwen dat Napoleon in hem had gesteld niet, want hij versloeg de Spanjaarden volledig in de Slag bij Medina de Rioseco in 1808. In 1809 kreeg hij weer een plek in het Grande Armée in de Donau-vallei. Bij zowel de Slag bij Essling en de Slag bij Wagram speelde hij een grote rol als bevelhebber van de cavalerie van de Keizerlijke Garde. Later dat jaar (1809) verving hij Jean-Baptiste Bernadotte als bevelhebber van het Leger van het Noorden. In deze functie behaalde hij successen tegen de Britse invasie van Walcheren en in 1811 werd hij opnieuw naar Spanje gestuurd. Hoewel de rechterhand van André Masséna was hij afwezig bij de Slag bij Fuentes de Oñoro. In 1812 riep Napoleon hem naar Rusland op om wederom de cavalerie van de Keizerlijke Garde de leiden, ditmaal in de Slag bij Borodino. In 1813, na de terugtrekking van de Grande Armée uit Rusland kreeg hij het bevel over de volledige Franse cavalerie.
In datzelfde jaar echter werd Bessières tijdens een veldslag door een musketkogel gedood. Napoleon, die diep geraakt was door het verlies van een van zijn beste bevelhebbers, zorgde na Bessières' dood voor zijn kinderen en zijn oudste zoon werd van adel gemaakt.
Als bevelhebber van voornamelijk de cavalerie liet Bessières een reputatie na die door weinig andere generaals uit die tijd is geëvenaard. Ook was hij bij zijn troepen door zijn persoonlijkheid geliefd bij de troepen en zijn tegenstanders.
Louis Alexandre Berthier · Joachim Murat · Bon Adrien Jeannot de Moncey · Jean-Baptiste Jourdan · André Masséna · Pierre François Charles Augereau · Jean-Baptiste Bernadotte · Guillaume Brune · Nicolas Jean-de-Dieu Soult · Jean Lannes · Édouard Adolphe Casimir Joseph Mortier · Michel Ney · Louis Nicolas Davout · Jean-Baptiste Bessières · François Christophe Kellermann · François Joseph Lefebvre · Dominique-Catherine de Pérignon · Jean-Mathieu-Philibert Sérurier · Claude Victor-Perrin · Étienne Jacques Joseph Macdonald · Nicolas Charles Oudinot · Auguste de Marmont · Louis Gabriel Suchet · Laurent de Gouvion Saint-Cyr · Józef Poniatowski · Emmanuel de Grouchy
- Biblioteca Nacional de España: XX5629312
- Bibliothèque nationale de France: cb12526333z (data)
- Gemeinsame Normdatei: 119460262
- International Standard Name Identifier: 0000 0003 5812 1887
- Base Léonore: LH//224/11
- Nationale Bibliotheek van Polen: a0000001786625
- Nederlandse Thesaurus van Auteursnamen: 072815078
- SNAC: w6k36czh
- Système universitaire de documentation: 090292561
- Virtual International Authority File: 203213556
- WorldCat: E39PBJrchy4YDyGKPYpyd4Cfbd